# Australian Lightwing SP-2000 Speed
Die Australian Lightwing SP-2000 Speed  ist ein Sportflugzeug des australischen Herstellers Australian Lightwing.

## Geschichte und Konstruktion
Das Flugzeug ist ein zweisitziger Tiefdecker mit konventionellem Leitwerk und entweder mit nicht einziehbarem Bugradfahrwerk oder mit Spornradfahrwerk ausgerüstet. Die Sitze sind in einer geschlossenen Kabine nebeneinander angeordnet. Der Zugang zur Kabine erfolgt über Flügeltüren auf beiden Seiten. Der Rumpf besteht aus geschweißten Stahlrohren und ist GFK überzogen. Das Flugzeug wird auch als Selbstbauflugzeug angeboten. Die Maschine wird entweder von einem Rotax 912ULS mit 75 kW oder einem Jabiru 3300 mit 89 kW angetrieben.

## Technische Daten
| Kenngröße             | Daten                                               |
| --------------------- | --------------------------------------------------- |
| Besatzung             | 1                                                   |
| Passagiere            | 1                                                   |
| Länge                 | 6,5 m                                               |
| Spannweite            | 8 m                                                 |
| Höhe                  | m                                                   |
| Flügelfläche          | 11,6 m²                                             |
| Flügelstreckung       | 5,5                                                 |
| Leermasse             | 398 kg                                              |
| max. Startmasse       | 600 kg                                              |
| Reisegeschwindigkeit  | 210 km/h                                            |
| Höchstgeschwindigkeit | 240 km/h                                            |
| Dienstgipfelhöhe      | ? m                                                 |
| Reichweite            | ? km                                                |
| Triebwerke            | 1 × Vierzylinder-Kolbenmotor Rotax 912ULS mit 75 kW |